# Adolf Seifert (Präparator)
Adolf Seifert (* 20. Januar 1868 in Böhlen; † 7. Mai 1934 in Falkensee) war ein deutscher Präparator.

## Leben
Er war das älteste von 13 Kindern des Leinewebers Karl Hermann Seifert und dessen Ehefrau Ernestine, geb. Bornemann. Von 1891 bis 1918 war er an der Friedrich-Wilhelms-Universität zu Berlin tätig, zunächst als Anatomiediener am Anatomischen Institut, ab 1897 am selben Ort als Präparator (später Oberpräparator) und Nachfolger von Jean Wickersheimer. In den 1890er Jahren unternahm er zusammen mit seinem Bruder die Gründung der Firma Adolf und Paul Seifert zur Herstellung wissenschaftlicher Präparate und Modelle, die von Berlin aus weltweit vertrieben wurden.
Seifert heiratete 1898 Anna Pauline Irmer, mit der er zwei Söhne bekam, von denen der jüngere kurz nach der Geburt starb. 
1922 ging Seifert in Pension und zog sich nach Falkensee zurück, wo er ein Haus besaß. Dort arbeitete er weiterhin in einer kleinen Werkstatt an Modellen und Präparaten. Er starb 1934 an Darmkrebs.

## Belege
1. ↑  Seifert, Adolf. In: deutsche-biographie.de. Abgerufen am 21. April 2023.
2. ↑  Vom Diener zum Meister. Der Beruf des Anatomischen Präparators in Berlin von 1852–1959. In: degruyter.com. Abgerufen am 21. April 2023.
3. ↑  Beate Kunst, Thomas Schnalke, Gottfried Bogusch (Hrsg.): Der zweite Blick: Besondere Objekte aus den historischen Sammlungen der Charité. De Gruyter, Berlin 2010, ISBN 978-3-11-022698-0, S. 195–201 (online).

| Personendaten    | Personendaten        |
| ---------------- | -------------------- |
| NAME             | Seifert, Adolf       |
| KURZBESCHREIBUNG | deutscher Präparator |
| GEBURTSDATUM     | 20. Januar 1868      |
| GEBURTSORT       | Böhlen (Sachsen)     |
| STERBEDATUM      | 7. Mai 1934          |
| STERBEORT        | Falkensee            |